# やまだひさしのラジアンリミテッドF
やまだひさしのラジアンリミテッドF（やまだひさしのラジアンリミテッドフライデー）は、ジャパンエフエムネットワーク（JFNC）制作で2010年4月3日から2025年3月29日までJFN系列全国35局ネット（TOKYO FM・InterFM897・FM大阪・エフエム福岡を除く）で放送されていたラジオ番組である。
通称、『ラジアンF』（ラジアン・フライデー）、『ラジアンリミテッドF』。全シリーズを通じて『ラジアン』と言うこともある。パーソナリティはやまだひさし。
ここでは派生形である『ラジアンサンデー』についても触れる。

## 概要
1999年4月1日から続くやまだひさしの冠番組ラジアンシリーズの第4章。放送時間は土曜（金曜深夜）の3時 - 5時（2021年12月までは1時 - 5時）。なお、金曜深夜枠が4時間番組となるのは、2007年3月に放送が終了した『ラジオPeopleにサウンド・エールを送る週末応援番組 ミッドナイトランブラー』以来3年ぶり。TOKYO FMなど、一部の放送局では初となる（東京地区では、フロート番組を内包しながら『茂木淳一のバーチカル・ドロップ』を放送していた）。
番組テーマは「深・伸・感」。放送時間が4時間になることでリスナーと伸く（ながく）時間を共用し、番組とリスナーとのつながりを重視したいとしている。内容的には、水曜ラジアンの内容をそのまま移植した感じであり、スタッフもほぼ、元水曜ラジアンスタッフである。
金曜深夜への移動後は、3時台のゲストコーナーと4時台のネタコーナーが原則録音となった（不定期でこの時間帯も生放送で進行する場合もある）。そのため、特にネタコーナーへの投稿は、水曜の朝までにメールを送ることが必須となる。
『DX』時代同様、番組サイト・メールフォームはJFNCが管理し、番組制作はTOKYO FMが行う形式を採用している。
2011年8月6日より、ヒャダインが制作した「I'm a Radioman／やまだひさし with ラジアンオールスターズ」がエンディングテーマとして放送され、さらに2012年8月10日からはコーラスに坂本美雨が参加したものがオンエアされている。
2015年4月で放送開始から丸5年。ラジアンシリーズでは最長となった。
2018年4月1日より、『ラジアンリミテッドDX』から続いていたコーナー企画『Pocky 放課後のMUSIC ROOM』が『Pocky ラジアンサンデー』として分離独立することになった。これに伴って、同年4月6日より生放送の1時台・2時台をレギュラーコーナー（『クイズ!!はじめてのチューン』など『放課後のMUSIC ROOM』から引き継いだコーナーあり）とするとともに、従来3時台・4時台に行われていたゲストコーナーを1時台・2時台にも行うことになった。
2019年4月、ラジアンシリーズとして通算20周年を迎えた。
2022年1月8日よりボーイズグループINIの冠番組『From INI』開始のため、放送時間を3:00 - 5:00に変更。また、TOKYO FMは別番組のためJFNC制作に変更される。この改編に伴い、これまで公式サイトのメッセージフォームないしはAuDeeのフォームから投稿できていた番組宛メールはAuDeeに一本化された。
放送時間こそ11年9か月ぶりに2時間に復したものの、これまでの4時間リスナーへの企画として2022年4月8日より無料音声配信サービスRadiotalkを活用した『生ラジアン』を開始。ラジオやradikoをと駆使すればこれまでの4時間スタイルで聴けるようになった。YouTube Live配信も行ってはいるが、やまだによれば「あくまで補完的なもの」であり、Radiotalkで聴くことを推奨している
。

### ラジアンシリーズ完結
2025年1月25日、放送上、ならびに公式Xにおいて「ラジアンリミテッド、終幕」という表現で同年3月29日の放送をもって終了することを発表。1999年4月から26年続いた「ラジアン」シリーズも完結することとなった。

## ラジアンシリーズの変遷
やまだひさしのラジアンリミテッド・1999年4月 - 2002年9月
リスナー間では“第1章”と呼ばれている。当時はJFNフルネットで、月曜 - 木曜の22時から放送されると、瞬く間に全国区の人気を獲得する。
やまだひさしのラジアンリミテッドDX（デラックス）・2002年10月 - 2005年3月
リスナー間では“第2章”と呼ばれている。「深･近･感」や「1時上場」をキャッチフレーズに、放送枠を火曜 - 木曜（月曜 - 水曜深夜）の1時 - 3時へ移動。なお、ローカルセールス枠のため、大阪や福岡など一部地域では放送が打ち切られた。
やまだひさしのラジアンリミテッドDX（デジタルクロス）・2005年4月 - 2010年3月
リスナー間では“第3章”と呼ばれている。タイトルはそのままでDXの読みだけを変えたのみ（ただし『DX』の読みに関しては『デラックス』も『デジタルクロス』もジングル自体は一部を除き「ラジアンリミテッド・ディーエックス」と読んでいるものを流用していた）。2008年3月31日までに再び全国38局フルネットになった。ただし、木曜日のみ、AIR-G'、Date fmを除いた36局ネットで放送されていた。
やまだひさしのラジアンリミテッドF・2010年4月3日 - 2025年3月29日
当番組ならびに当ページ。後述参照。

## 現行

### 【3時台】ゲスト出演コーナー
当該コーナーには、主に音楽アーティストやバンドが登場することが多い。ゲストによっては4時台まで伸びることがある（理由としては、3時台で企画モノを長くやりすぎてしまい、FMにおける肝心要の音楽に関する話ができないため）。また、ゲストを呼ばない日もあるが、特別企画などで呼ばれる場合がある（ただし、録音放送）。また、2010年11月5日放送の清春･K-A-Z(SADS)のように急遽、ゲストが飛び入り参加する場合がある（このときは、K-A-Zが自分の意向で急遽出演した）。
2022年1月からは、ゲストゆかりの場所にやまだが赴いて収録する新機軸を行うようになった。新装開店となった同年1月8日の放送では、ゲストであるBEGINのピアノ&ボーカル・上地等がオーナーを務める『沖縄ダイニング 和海（なごみ）』で収録を行った。

#### ゲストパートエピソード
- 2010年6月25日 - マイケル・ジャクソン一周忌記念特別企画のためなかったが、企画の特別ゲストとして音楽評論家湯川れい子と西寺郷太（ノーナ・リーヴス）が出演した。
- 2010年7月3日 - 第二次世界大戦及び沖縄地上戦追悼65周年記念特別企画ラジオドラマ『ニイナとオジイの戦世（いくさゆ） -めぐりめぐる命の讃歌-』を放送した為なしだが、4時台の最初にオジイ役を担当した池田卓が電話出演した。
- 2010年9月3日 - ネタコーナーを2時間やったためなかったが、やまだが『24 -TWENTY FOUR-』のフレデリックス役の吹き替えを担当したことを記念して、ジャック・バウアーの日本語吹き替えを担当している小山力也が少しだけ出演し、やまだとバカーナビのコーナーを一緒に実施した。
- 2010年12月3日 - 西川貴教(T.M.Revolution)…この日は、ニッポン放送の吉田尚記アナウンサーがコメント出演するという珍しい形となった。「吉田アナがもっとも記憶に残る西川との思い出」という質問に対し、西川が「西川貴教のオールナイトニッポン」（ニッポン放送）に関する話をするなど懐かしんでいたが、その際に、西川は「馬鹿じゃないの!?」と言い放ち、吉田は自らが出版した本と出演番組『ミュ〜コミ+プラス』を宣伝した。
- 2011年1月1日 - 元旦全国鍋SPのため、なし（ただし、同局の村田陸アナウンサーが飛び入り出演した〈というよりも後番組の準備中であったが連れ込まれた〉）。
- 2011年2月5日 - NIKIIE…冒頭で元々がラジアンリスナーでこの番組に出るのが憧れだったと告白、やまだとのコラボジングルを即興で製作した。
- 2011年6月25日 - T.M.Revolution 西川貴教…TMRの活動15周年記念で、「あなたは15年前何していましたか」という内容の街頭インタビューを実施した。しかし、「有楽町のラジオネーム『よっぴー』」という名で再び吉田尚記アナウンサーが出演（演出上はたまたま通りかかったところに吉田がおり、スタッフが声をかけた形である）。自身注目の『あの日見た花の名前を僕達はまだ知らない。（あの花）』を熱弁したり、自身出演の『ミュ〜コミ+プラス』や『オールナイトニッポンGOLD App10.jp』を宣伝した。
- 2011年8月6日 - ヒャダイン…「ニコラジ」での繋がりもあって、やまだが「ラジアンのエンディング作ってよ」という旨の話をしていて、今回出来上がったことを記念しての出演。「I'm a Radioman／やまだひさし with ラジアンオールスターズ」がその曲で、この日の4時台に本邦初公開された。
- 2012年8月10日 - 坂本美雨…「I'm a Radioman／やまだひさし with ラジアンオールスターズ」の新録バージョンにてコーラスを担当した繋がりもあって出演したが、この日の3時からロンドンオリンピックの男子サッカー3位決定戦「日本 - 韓国」が放送される影響で1時からゲストとして登場、坂本本人をお題とした「大喜利祭り」を放送した。
- 2020年6月26日 - 松本潤（嵐）…やまだと松本・嵐との関係は「ラジアンリミテッド」内で放送された『嵐音』までさかのぼり、ラジアンの開始と嵐のデビューは同じ年。やまだが「あ、パンツはいてないじゃない!」と発したのに対し松本が「うわ、懐かしい!まだ言ってんの?」と返すなど、久しぶりの再会を懐かしむやり取りがあった。やまだによると「（1999年の放送開始から）20周年だから何かやりたいな」と思っている中でコロナ禍に突入し、久しぶりに番組を聴きかつてを知るリスナーから「嵐音が聴きたい」という要望が届くなどしたことからこの動きが生まれたという。さらにこの回では『嵐音』の初回が特別にオンエアされ、先ほどのやり取りも流された。

### 【4時台】フリートークコーナー
リスナーから送られた『ふつおた』（普通のお便り）を紹介しながら、その内容について当番組の放送作家である田澤清彦とトークを行う。ゲストが登場しない場合には3時台から放送する一方で、ゲストコーナーが4時台まで入る場合には当該コーナーを短縮・休止することがある。
テーマはやまだが趣味とするゴルフやグルメに関することから、要介護者となったやまだの両親の現況に至るまで幅広い。映画やエロネタなど、やまだと田澤がお互いに興味を持つ内容を取り扱うことも多い。
元々ネタコーナー（後述参照）を行っていた時間帯だったが、TOKYO FMが当番組の3時台以降の放送を終了した2018年10月ごろから田澤とのフリートークの比重が高まるようになった。ふつおたの他に、『ボッシュート2』（他のラジオ番組に送ってボツになったメールの内容を投稿）と『やまたメール』（濁点・半濁点を省いたふつおたを投稿）もフリートークを交えながら不定期に放送している。

## 過去

### 【1時台・2時台、2018年4月 - 2021年12月】レギュラーコーナー・ゲスト出演パート
1時台・2時台では、テーマに基づいたリスナーからのメール読みをレギュラーコーナーの合間に行っている（テーマを設けないフリーテーマの場合もあり）。大喜利企画やクイズ大会、お悩み相談といった企画ものをリスナーと行うことも少なくない。
ゲスト出演は、アーティスト以外にも映画や舞台に出演する俳優や映画監督などが出演する場合が多い。

#### レギュラーコーナー

##### クイズ!!はじめてのチューン♪
アーティストが週替わりで出題する3択クイズに、リスナーが電話に出て解答する1時台のクイズ企画。クイズに正解すると、アーティストグッズがプレゼントされる。テーマ曲は、あんしんパパの『はじめてのチュウ』。

##### プロモータークイズ
2時台に放送されるクイズ企画。当該アーティストやバンドが所属するレコード会社のプロモーターから出題される。問題の内容は、当該アーティストやバンドに関する内容である。
解答は、当該アーティストやバンドの曲が流れている間にtwitterで当番組のハッシュタグをつけて行う。

##### 真夜中のおとな相談室
友人や家族に相談しにくいことや、ちょっとHな悩み事など、ライトなお悩みからディープなお悩みまでやまだがお答えするコーナー。

#### 特別企画
- 2020年3月7日 - この日は『旅アンリミテッド in 沖縄』と題して、同年2月16日に沖縄県南城市のガンガラーの谷で吉田山田を迎えて公開収録したものを放送した。なお、吉田山田は同年10月30日の当番組にもリモートで生出演している。
- 2020年11月7日 - この日は、岩下食品が運営する「岩下の新生姜ミュージアム」にて公開生放送を行った。コロナ禍になってから初めての公開生放送で、事前に予約したリスナーのみが観覧する形を取った。岩下食品の代表取締役社長・岩下和了に加えて、スペシャルゲストとしてKも出演した。
- 2021年1月2日 - この日は『新春飯テロまつり』と題して、やまだが事前に録音したひとり飯企画を4時間にわたって放送した。やまだが年末に食したひとり飯の数々は、当番組のtwitterでも写真入りで紹介している。

### 【1時台・2時台、2010年4月 - 2018年3月】スポンサーコーナー

#### Pocky 放課後のMUSIC ROOM
DX時代から引継がれているスポンサー企画。

##### 放課後訪問
放課後のMUSIC ROOMの看板企画。月に1度、応募された中から選ばれた学校へ番組が訪問する企画。司会は、やまだがやっている。毎回、スペシャルゲストやアーティストを呼んでコラボ企画や生ライブをやっている。
※vol.56以前の訪問校は、DXを参照。
2010年
- 04.30 - vol.56 - 春日部市立豊春中学校
- 05.28 - vol.57 - FM栃木 RADIO BERRY
- 07.24 - vol.58 - 兵庫県立小野高等学校
- 07.30 - vol.59 - 佐賀県ゆめタウン in FM佐賀
- 09.24 - vol.60 - 三重高等学校
- 10.29 - vol.61 - 福島県文化センター
- 12.17 - vol.62 - 日本大学文理学部

2011年
- 01.21 - vol.63 - 熊本県 慶成高等学校
- 03.04 - vol.64 - 嘉悦大学
- 07.01 - vol.65 - 近畿大学附属東広島高等学校・中学校
- 09.30 - vol.66 - 学校法人朴沢学園 明成高等学校 (宮城県)
- 11.04 - vol.67 - 専門学校 デジタルアーツ仙台
- 11.18 - vol.68 - 郡山市 国際アート＆デザイン専門学校

2012年
- 05.25 - vol.69 - 熊本市 東海大学付属星翔高等学校
- 06.15 - vol.70 - 日本大学芸術学部
- 06.22 - vol.71 - 大阪 ビジュアルアーツ専門学校
- 10.26 - vol.72 - 大阪府 福泉中学校
- 12.14 - vol.73 - 福島県 桜の聖母短期大学

2013年
- 02.22 - vol.74 - 沖縄県 沖縄尚学高等学校
- 05.17 - vol.75 - 東京都 世田谷区立桜丘中学校
- 06.21 - vol.76 - 広島県 広島県立廿日市高等学校
- 07.05 - vol.77 - 京都ノートルダム女子大学
- 07.19 - vol.78 - 鹿児島キャリアデザイン専門学校
- 09.26 - vol.79 - 福島県 桜の聖母短期大学
- 10.18 - vol.80 - 青森県 青森工業高等学校
- 11.08 - vol.81 - タイ ランシット大学
- 11.22 - vol.82 - 山口県 大島商船高等専門学校

2014年
- 02.07 - vol.83 - 兵庫県 立龍野北高等学校
- 05.16 - vol.84 - 横浜市立みなと総合高等学校
- 06.06 - vol.85 - 宮崎県 南九州大学 都城キャンパス
- 07.04 - vol.86 - 静岡県 静岡大学 浜松キャンパス

POCKY応援団
毎月、江崎グリコからポッキーが120箱番組に贈られる。そのポッキーをリスナーにプレゼントするコーナー。逆電コーナーである。リスナーは、希望個数と誰に何の為にあげるかを書いて送る。
ダチリク!!
自分の友達、恋人、学校の先生、兄弟姉妹など自分の大切な人への手紙を紹介し、その人へに贈る曲をかけるコーナー。採用された人には、ダチバックがプレゼントされる。たまに、贈られた人に逆電することがある。
金曜日移動後から行われた新コーナー
エビバデ!同時-T!→レッツ・シェア!同時-T!→シェアハピ!同時-T!
2本同時に電話を繋ぎ、同時にお題に沿った答えを言ういわゆる「以心伝心クイズ」のコーナー。チャレンジャーはやまだとリスナー2人。「●●といえば何?」というお題に3人同時に答え、答えが揃っていれば「同時T」成立。1連続正解でラジアンステッカー、2連続正解でアーティストグッズ福袋銀+ラジアンステッカー、3連続正解でアーティストグッズ福袋金+ラジアンステッカーがプレゼントされる。
チョコッと○○な話
毎回、「○○」に言葉を寄せてお題を出し、リスナーからそのお題に沿ったエピソードを紹介するコーナー。
Oh!My Roots 〜わたしの知らないラブソング〜
自分の親のなれそめやその親の思い出の曲を紹介するコーナー。
クイズ!!はじめてのチューン (TUNE) ♬
有名アーティスト・ユニットの初めて買ったCD、レコードを当てる逆電クイズコーナー。正解すると、そのアーティストのオリジナルグッズがプレゼントされる。
ポッキー謎かけ
謎かけをするコーナー。お題は「ポッキー」（ポッキーの商品が入っていれぱ、なんでもOK）。
やまマイク お悩み探偵事務所
やまマイクが、リスナーから恋愛関係、友人関係、親子関係などさまざまな人間関係のトラブルから進路や人生といったあらゆるお悩みに答える逆電コーナー。
劇団やまだ〜真夜中のポッキーシアター〜
劇団やまだに入団したいリスナーが逆電でエチュード（即興芝居）をするコーナー。毎回出てくる効果音に合わせてアドリブ芝居をする。
おしえて先輩〜!!
中学生リスナーがお便りで高校生リスナーに質問し、高校生リスナーは逆電で答えてもらうコーナー。
青春のルールブック
自分の周りのちょっとユニークな独自のルール、校則などを募集、紹介するコーナー。
ライティング･ライディーン
YMOのライディーンのサビ部分を替え歌にしようというコーナー。一時期、本名を暴露する替え歌が出たことがあった。
放課後通信
今週あった放課後の出来事を報告するコーナー。
ビックマウス選手権
リスナーの夢をラジオの電波にのせて思いっきり叫ぶコーナー。
デビルの塔
1階から5階まで5つの「部屋」のうち3つあるポッキーの部屋を当てるリスナー参加型コーナー。5つ部屋の内2つはデビルの部屋、残りの3つはポッキーの部屋となっている。挑戦者は各階でデビルの部屋と思ったら扉を開けずスルーして上の階へ、ポッキーの部屋だと思ったら「扉」を開けてポッキーをゲットする。もし間違ってデビルの部屋の「扉」を開けてしまったらそこでゲーム終了となり、その地点で持っていた正解分のポッキーは没収となる。見事頂上まで辿り着き王女さまを救い出せたらポッキー10箱が挑戦者にプレゼントされる。ただし「扉」を開けずにスルー出来るのは2回までとなっている。ゲームの途中でポッキーを1箱もしくは2箱ゲットした時点でチャレンジを終了してもOKだが、その場合は王女さまは救えない。なお、ゲームに入る前にデビルの部屋が何階にあるのか、やまだがひとつだけヒントを出す。

### SP（スペシャル）コーナー
ここでは、期間限定、または恒例的に行われたスポンサーコーナーを紹介する。

#### ポッキー&プリッツの日（11.11）イベントレポート
ポッキー&プリッツの日イベントの模様が放送される。また、イベント開始前は、出演アーティストの予告やイベント概要が発表される。

#### SEA BREEZE☆ザ･学校レボリューション
やまだひさし、ラジアンスタッフ（後述）らが応募のあった生徒の学校を訪れて、その学校の放送室より全国に向けて放送するイベント。また、恋愛相談のコーナーも行われた。

#### ミスコン2010×てぃえば（Thieba）
各参加大学のミスコンの頂点を決めるコーナー。2010年10月29日、11月5日にミスコンが出演した。

#### 日本全国YMO化計画
毎回、有名アーティストからYMOにまつわる話をインタビューし、YMOの曲をリクエストしてもらうコーナー。

#### ラジアンコミックゼミナール
毎週、現在各出版社で連載中の漫画を1つ紹介するコーナー。2010年12月3日から放送されている。

#### そらと一緒に…言っChina
中国語が得意な蒼井そらが毎週1つの中国語を紹介し、その意味を解説する。3時台の冒頭で放送され、2013年4月5日から放送されている。

#### 末広アンテナの先っちょコレクション
2014年4月に始まった10分のフロート番組。ニコニコ動画で活動する歌い手のななひらと声優の有野いくによる「末広アンテナ」が担当し、おおむね3時台前半に放送される。
冒頭にやまだからムチャ振りをされてそれにこたえる形で始まる。2015年3月終了。

### 【4時台、2010年4月 - 2018年9月】ネタコーナー
ネタコーナーはラジアンDX時代とは違い、一気に4時台に放送される。ただしゲストによっては4時台までゲストコーナーが延長し、ネタコーナーが縮小あるいは中止される。逆に3時台からはじめることもある。
★はDX時代からの継続。☆はフリートークコーナーでも継続。
バカーナビ
カーナビが言った信じられない一言を募集（テーマソングは小林旭の「自動車ショー歌」）。
ツイっていいとも!
あの有名人、歴史上の人物がツイートした事を募集。時間と内容（○○○なう）をワンセットにするが、つぶやきはいくつあってもOK（テーマソングは中山美穂の「ツイてるねノッてるね」）。
うそつきチグリー
逆から読んだら意味が変わってしまう言葉（たいこめ）を募集。このコーナー名も逆から読むと「（い）りぐちきつそう」と読めるが、やまだ曰く「チグリーって何？」「チグリーが何なのか分からない以上、これ自体は不正解」（もし、「チグリー」の意味を誰しも知っているのであればこれは正解となる）。
★週末占いのコーナー
占い師リスナーから架空の占いを募集するコーナーであるが、何でもありの無法地帯と化している。例として有名人ネタ、何でもランキング、リスナーの日記、ストーリー、下ネタ等（テーマソングは『ファイナルファンタジーXII』のオープニングのサントラ）。番組の隙間時間を活用して読まれるが、たまに連発して読まれることがある（『DX』時代では、最大で11回以上連発することがあった）。
11TM
出されたテーマに沿った11文字の言葉・文章を募集する（※ひらがな換算で11文字。テーマソングは三保敬太郎作曲の『11PM』のテーマ）。
演歌の山道2
お題として出された3つの言葉をすべて入れ込んだ演歌っぽい歌詞を作って紹介。メロディーは「やの俣公章」（やまだ）が即興で作成。ただし、1番と2番があっても、「即興」であるがゆえ同じメロディは出てこない。また、あまりにも長いものは嫌がる。
★ネバーエンディングジョーク
最後にオチとしてくだらないダジャレを言いたいがために長いストーリーを考えて送るコーナー（テーマソングはLimahlの「The Neverending Story」）。
おしえて!イク上先生
普通なら無視される様な質問も、イク上先生が「いい質問ですね!」と笑顔で答えてくれた、そのやりとりの一部始終を考えるコーナー。
ギャッグローニのイタリアンジョーク講座
イタリア人のギャッグローニさんが放った、イタリアンジョークを考えるコーナー。
ふじこの部屋
ADエビちゃんの母親、蝦名富士子がリスナーのお悩みや相談をズバッと解決するコーナー。
2011年11月4日には『ひさこの部屋』という派生コーナーも行なった。これは『福山雅治のSUZUKI TALKING FM』に出たとき福山と約束して行なったものである。
ネタバレサブタイトル
映画やドラマのタイトルに、勝手に10文字のネタバレするサブタイトルをつけるコーナー（テーマ曲は久石譲のCinema Nostalgia）。
細かすぎて伝わらない○○あるある!!
細かすぎて伝わりそうにないあるあるネタを考えるコーナー。「伝わらないあるある」なので、結論的には「ないない」なネタを送ればよい
★☆ボッシュート2
他のラジオ番組に送ったがボツになったメールの内容をそのまま転送して供養する。
MOCO'S短歌
MO○O'Sキッチンでのもこоち君のように「五七五七七」の内のどれかの「七」に「オリーブオイル」という単語を入れる。
萎えチンゲール
想像しただけでそれまでカッチカチだった物が萎えてしまう情景や妄想を募集する。
wktkのテカ
やまだが責任者として関わっているJFN系列の番組『wktkの枠』がどんな内容だったのかを報告する。

#### 過去のコーナー
性教育短歌
「五七五七七」で性教育をしてもらう。

### 当日企画
毎週、季節や時事的なさまざまな当日企画が放送されている。逆電企画などもある。ここでは、毎年、または数ヶ月に1度やる恒例的な企画を紹介する。

#### 大喜利祭り
時々、4時間丸ごとネタコーナーが放送される事がある（ただしスポンサーコーナーは放送）。新弟子検査として、ネタコーナーで読まれたことのない人だけが応募できるコーナーもある。

#### 高野vsエビちゃん AD対決シリーズ
数ヶ月に1度、さまざまな形態の企画でAD高野とADエビちゃん（蝦名）がリスナーと協力し、対決をする企画。敗者は、罰ゲーム企画があることがある。またADカノン（小林）が参加することがある。

## ラジアンリスナー
多くはDX時代から引き続き聴いているリスナーが多いが、2010年4月から始まったやまだのレギュラー番組であるTOKYO FM『シナプス』とニコニコ動画『ニコラジ』より参加するリスナーが多い。またネタ職人に関してはDX時代から引き続き参加している常連が多い。

### 勝ち星制度
DX時代のラジアンポイントに代わる制度として勝ち星制度が2010年4月29日よりスタートした。これは、ネタ1つ読まれるたびに勝ち星が1つもらえる。不定期でランキングが更新され、HPにて現在の勝ち星ランキングを見ることができた。
当初は勝ち星による特典が特に存在しなかったが、2011年最後の放送で特に勝ち星の数が多かった一般リスナー3人をスタジオに招待した。これ以降は1年間での勝ち星の数が上位10名にランクインしたリスナーの中で当日の予定が空いているリスナーをスタジオに招待して番組を収録し、年内最後若しくは新年最初に放送していた。
放送時間が3時台からの2時間に短縮されることもあり、勝ち星制度は2021年12月25日をもって終了した。

## ラジアンクルー（スタッフ）
プロデューサー
ペロ飯塚（飯塚基弘）
愛称の由来はアイスクリームをペロペロ舐めてるところから。「ペロデューサー」もしくは「ペロ」とも呼ばれている。現在JFNC代表取締役社長であり、特別加盟局であるInterFM897の代表取締役会長。
作家
田澤清彦（愛称：ターちゃん）
DX時代は水曜担当だった巨漢作家。やまだがネタを紹介したり、冗談や面白い話をしたときにラジオから笑い声が聞こえたり、奥から小さな声でツッコミや補足の声が聴こえるが、その声の正体は田澤である。笑うとき、ハスキー的なおじさん笑いが特徴。2018年10月から、4時台（3時台からの場合あり）のフリートークコーナーにて、やまだの相方として出演するようになった。
2010年3月29日にSHIBUYA-AXで行われた『やまだひさしのラジアンリミテッドDX・10周年リスナー感謝祭!Pocky春休みスペシャル!』ではゲスト出演者のORANGE RANGE、JUJU、tetsuya（L'Arc〜en〜Ciel）のコスプレまで披露した。骨折、糖尿病の既往歴がある。また、2011年1月21日の放送ではインフルエンザの為休み、1月21日の「カレーの日」にちなんで「リスナーにカレーの歌を作らせる」という無茶な当日企画だけを台本に書いて寝込んだ。2時台の最後にやまだが電話でつなぎ、無理矢理カレーライスの歌を歌わせた。さらにその次の週の放送では、29日の肉の日にちなんで「リスナーに肉の歌を作らせる」というまたしても無茶な当日企画を書いた。この企画はその後29日か28日（放送時には日付が変わって29日になっている）の金曜日毎に放送されているため、やまだに「年間で4回はやることになる企画」と言われている。
2010年6月11日の放送によると、元夕方の番組『4ROOMS Thursday』の作家でもあるという。TOKYO FMでは、他に『ONE MORNING』や『Skyrocket Company』、『山崎怜奈の誰かに話したかったこと。』の作家も担当している。
ディレクター
志岐
DX時代は月曜ディレクターであった。DJのやまだひさしに婚約していることを長い期間隠していたことをしばしばいじられていた。Fになってからはいじられることは少なくなった。
AD
ゴルフ（西尾）
DX時代は月・水曜担当ADであった。ニコラジでもADとして働いている。ドSらしい。
高野
DX時代は木曜担当ADであった。物真似が得意。またDX木曜担当時代は同じ木曜ADと共に“AD BANK”というユニットを組みCDや着うたも出した事もあった。番組内で一番イジられているAD。『シナプス』のADとしても働いている。有楽町でも火曜の夜に仕事をしており（2011年2月18日放送分より）、別件で有楽町に行ったやまだがそこで偶然会うと、「普段のラジアンでの馴れ馴れしさが完全に也を潜めていた」（やまだ談）。
エビちゃん（蛯名拓也）
DX時代は火・水曜担当ADであった。担当当初は影が薄いキャラから一時「薄井影男」と名付けられる程であったが、時期を重ねるにつれイジられキャラになりつつある。ラジアンDX時代、J-WAVEにてスタッフとして働く彼女と付き合っていたようだが、2010年5月に別れたことが2010年6月18日の番組内で『シナプス』のコーナー再現内で暴露された。原因は彼女の声を許可なしにオンエアしたり、無断で担当番組を連呼したこと、さらにその彼女の銀行口座から勝手に預金を引き出したことがバレたためであり、このエピソードはちょくちょくやまだにネタにされている。有楽町でも、やまだがツイッター上で親交のある人が出演する深夜番組（2011年2月18日放送分より）や、『和田正人・五十嵐隼士のオールナイトニッポン0(ZERO)』などのディレクターを担当した。
カノン（小林）
2010年9月からアルバイトで参加した女子大生のスタッフ。同年9月24日放送分にて突如彼女が歌う「三日月」が流れ始め、やまだに「誰!!?」「小林さん!?それバイトの子だろ!!?全国ネットで何してんの!?」と突っ込まれたが、その時の「初めてのチューン」のゲストだった新垣結衣に歌声が似ていた（「何ガッキーに似せてんの!?」とやまだにツッコまれた）ことから話題になった。これ以降やまだのおもちゃと化しており、たまに歌が流れるが決して上手くはなく主に高いキーが多い曲はあまり歌えない。2011年2月18日放送分にて「エビちゃんやタカノの様に小林さんにニックネームを付けよう」という当日企画が放送され、そこでデリヘル嬢の送迎が仕事の常連リスナーに「カノンちゃん」と源氏名を命名されたが、思いのほか本人が気に入ったことからこのあだ名に決定、それに乗じる形で「ADkanon」というアカウント名でTwitterアカウントを作成した（現在は削除済み）。高橋優の大ファン。やまだによると「この番組をご両親も聞いている」らしく、やまだにはお歳暮やお中元が届くという。
ミキサー
古さん
DX時代は木曜日のミキサー。本来は金曜日は一緒にできないと言っていた（3月26日の放送より）が、2010年9月10日から、ラジアンの現場に戻ってきた。ゴルフが上手で、やまだも教わっている。「基本的に休みは要らない」とのことで、他のミキサーが都合により仕事ができないとき等に度々代理をすることがある。しかし大の祭り好きであるため、地元の祭りがあるときのみ仕事を休むことがある。
オフィシャルサイト編集担当
ブンブン丸
担当は2人いるが、やまだの意向により2人まとめて“ブンブン丸”と呼ばれる。

### ギャラ争奪!フォロワーバトル
ラジアンADのエビちゃん（蝦名）と高野が、それぞれ「ADebichan」、「ADtakano」のアカウントでTwitterを更新。
2人のフォロワーの数でギャラの取り分を決めるという企画。2人のツイートは番組ホームページの下部に「エビッター」「ツッタカター」という名前で掲載されている。エビちゃんは頻繁につぶやいているのに対し、高野はあまりつぶやかないため、フォロワー数に差が付いた。
2011年最後の放送では、スタジオに招待した一般リスナーの交通費をフォロワー数で負けた高野が負担した。

## SST（サウンドステッカー）を担当しているアーティスト
現在、やまだ自身のSSTも含め、全10種類のSSTがある（アーティストのSSTは全4種類）。
- HOME MADE 家族 - 曲はL.O.V.E.をリメイクしたもの。
- SKY-HI - 曲は愛ブルームをリメイクしたもの。
- KEN THE 390 - 曲はDream Boyをリメイクしたもの。
- 吉田山田 - 9月10日現在、3パターンある。
- NIKIIE - 2パターンある。ゲスト出演したときに、「サイコロトーク」というゲスト企画でやまだと一緒に作った。

## フィラー

### 現行
- Shy FX「Funksta Revisited」（3時台及び4時台に使用）

### 過去
いずれも、2021年12月まで1時台・2時台で使用していた。
- Wack Wack Rhythm Band「Popcorn Show」
- 勝手にしやがれ「円軌道の外」
- 勝手にしやがれ「404～Alternate Take～」
- スカポンタス「Bumpkin」
- BLACK BOTTOM BRASS BAND「Can You Feel It?」

## ジングル使用曲
- m-flo + Matt Cab「Show You More」
- m-flo + Reina Washio (Flower/E-girls)「d.w.m」
- M.S.K.「Crucial Cats」
- Heitor Pereira「The Fairy Party」
- Klaus Suonsaari「Driftin'」
- AAA「Heart And Soul」
- M.S.K.「K-Jee」
- Monsieur Blumenberg「L'altra Sera Al Ristorante (FreeTEMPO 80's samba mix)」
- Henry Jackman「Life In The Arcade」
- The Prodigy「Run With The Wolves」
- The Prodigy「Omen」
- Lo-Fi-Fnk「Adore」
- LISA「shake my heart」
- SEXY-SYNTHESIZER「Brazilian Rhyme」

## エピソード
- やまだ本人は昼番組と夜番組との仕事の差別化を図る為、自身を“黒やまだ”（『ラジアン』、ニコニコ生放送『ニコラジ』）、“白やまだ”（TOKYO FMの昼番組『シナプス』）と分けている。
- ジングルに番組名をタイトルコールしてから、色っぽい女性の声で「聞かなきゃ、ダメだぞ…」と囁くものがあるが、この女性の声は阿部である。
- 2010年5月28日の放送は、3:00から4時過ぎまで「やまだひさしのラジアンリミテッド下」（ - しも）として黒やまだ・下ネタ全開の放送を行った。番組ロゴもこの時間中は「F」の上の棒を突き出させ、真ん中の棒を若干傾けて「下」に見えるようにするなど凝っていた。この「下」の大定義は「ラジオにエロスは必要か？」。
- やまだが『ニコラジ』を始めた関係からか、Fooさんが弄られる傾向にある。もともと、Fooさんが「ラジアンFにメールを送る」といったのが発端であるが、一向に採用されないため、「Fooさんのメール＝不採用」という定型ネタが「ツイっていいとも!」などで散々いわれている。
- 2010年8月20日にゲストコーナーのAcid Black CherryのYasuが出演した際に取材したニューハーフのバーの店員の声で作ったSSTが流される珍事が発生した。インタビューでも、このバーの店員の独自の造語を用いたストレートな下ネタの連発にyasuは思わず「クオリティが…」と苦笑いしながら感想を漏らした。また、このバーはTAKUROとTOKIがゲストに出演した回でも取材された。やまだによるとこのバーでのインタビュー音源は「本当はもっと長いけど、フルで放送したらラジアンスタッフが公然猥褻罪で逮捕されるからあえて短くしてる」。
- 2011年4月16日放送分の当日企画では『欽ドン!良い子悪い子普通の子』のパロディ企画が放送された。そこではルーレットで役回りを決められて「良いリスナー」はやまだの質問に正直に、「悪いリスナー」は嘘でそれぞれ答え、「普通のリスナー」は本家同様「ナー!」と一言言って切るというルールの基で進行していた。しかし、生放送終盤に掛かってきた電話にやまだが出ると、その正体は長江健次本人であり、本家本元の「ナー!」を一言発して電話を切った。
- 2011年6月24日は、広島エフエム放送（HFM）から生放送。
- 2011年7月23日は、エフエム福島（ふくしまFM）から生放送。
- 2012年3月9日は、エフエム仙台（Date fm）から生放送。
- 2012年5月19日は、エフエム熊本（FMK）から生放送。
- 2012年6月16日は、エフエム大阪（FM OSAKA）から生放送。
- 2012年9月14日は、エフエム滋賀（e-radio）から生放送。イナズマロックフェスとも関係する。
- 2012年10月26日は、エフエム愛知（FM AICHI）から生放送。
- 2013年3月11日は、エフエム仙台（Date fm）からKと生放送
- 2013年8月16日放送分の当日企画では「世界イク上」としてリスナーのイク話を電話で話すという形で進行していたところ、ラジオネーム「まいぷる」というリスナーが登場したが、それはアイドリング!!!3号の遠藤舞だった。その後スタジオに生出演した。
- 2014年1月11日は、4時間生放送を行ったが、当日企画は「なし」という形で進行した。3時台にリスナーが長渕剛の曲をリクエストしたがカラオケ版がかかる珍事が起こった。また3時台・4時台ではリスナーに土下座をさせる事態が連発した[7]。なお、やまだは「2014年は土下座を流行らせたい」と発言している。
- 2014年3月14日は、エフエム仙台（Date fm）から生放送。
- 2014年5月23日は、東北六魂祭前夜祭ということで、エフエム山形（Rhythm Station）から生放送。
- 2016年4月16日の放送中に発生した熊本地震の本震においては、『クイズ!!はじめてのチューン』内で大分県在住のリスナーと電話を繋いでいる際に地震が発生。その後の番組JFN報道特別番組として、終夜放送されることとなった。尚、当番組は3時台・4時台も生放送となった。

## 東北地方太平洋沖地震発生時の放送
- 2011年3月11日に東北地方太平洋沖地震が発生し、当日の放送は『クロノス』の特別版として放送が休止された（特別番組はJFN38局ネット）。
- 5日後の3月16日に『扉-TO VILLA-』を休止し、特別番組『やまだひさし』として、ラジアンとは別の番組として緊急で放送された（FM OSAKAを除くJFN37局）。なお、この番組は放送日の前日に決まったため、タイトルもシンプルなものになり、やまだは当時、昼の『シナプス』の放送もあるため、3日連続でTOKYO FMに泊まり込んで放送を行った。また、放送中に自分の名前が丸ごと番組名になった事をやまだは何度も自慢するかのように口にしていた。詳しい情報については、やまだが著者の書籍にも綴られている。

## ネット局
2010年3月までも当該時間にはJFN制作の生放送番組が設定されていたが、別の収録番組を放送するなどしていたことからフルネットしている局は限られていた。当番組が開始されるにあたり、特に1:00 - 3:00には『DX』から続くスポンサードコーナーもあったため、それらの番組を枠移動・終了させることで4時間の放送枠を確保していた。2018年3月末でそのコーナーが終了して以降は放送の未ネットや放送時間の縮小などが行われるようになった。
JFN系列35局ネット。
| 放送対象地域   | 放送局                                      | 放送時間                    | 備考   |
| -------------- | ------------------------------------------- | --------------------------- | ------ |
| 北海道         | エフエム北海道（AIR-G'）                    | 土曜（金曜深夜）3:00 - 5:00 | [ 8 ]  |
| 青森県         | エフエム青森（AFB）                         | 土曜（金曜深夜）3:00 - 5:00 |        |
| 岩手県         | エフエム岩手（FM IWATE）                    | 土曜（金曜深夜）3:00 - 5:00 |        |
| 宮城県         | エフエム仙台（Date fm）                     | 土曜（金曜深夜）3:00 - 5:00 |        |
| 秋田県         | エフエム秋田（AFM）                         | 土曜（金曜深夜）3:00 - 5:00 |        |
| 山形県         | エフエム山形（Rhythm Station）              | 土曜（金曜深夜）3:00 - 5:00 |        |
| 福島県         | エフエム福島（ふくしまFM）                  | 土曜（金曜深夜）3:00 - 5:00 |        |
| 栃木県         | エフエム栃木（RADIO BERRY）                 | 土曜（金曜深夜）3:00 - 5:00 |        |
| 群馬県         | エフエム群馬（FM GUNMA）                    | 土曜（金曜深夜）3:00 - 5:00 |        |
| 新潟県         | エフエムラジオ新潟（FM-NIIGATA）            | 土曜（金曜深夜）3:00 - 5:00 |        |
| 長野県         | 長野エフエム放送（FM-NAGANO）               | 土曜（金曜深夜）3:00 - 5:00 |        |
| 富山県         | 富山エフエム放送（FMとやま）                | 土曜（金曜深夜）3:00 - 5:00 |        |
| 石川県         | エフエム石川（HELLO FIVE）                  | 土曜（金曜深夜）3:00 - 5:00 |        |
| 福井県         | 福井エフエム放送（FM FUKUI）                | 土曜（金曜深夜）3:00 - 5:00 |        |
| 静岡県         | 静岡エフエム放送（K-MIX）                   | 土曜（金曜深夜）3:00 - 5:00 | [ 9 ]  |
| 愛知県         | エフエム愛知（FM AICHI）                    | 土曜（金曜深夜）3:00 - 5:00 | [ 10 ] |
| 岐阜県         | エフエム岐阜（FM GIFU）                     | 土曜（金曜深夜）3:00 - 5:00 |        |
| 三重県         | 三重エフエム放送（レディオキューブ FM三重） | 土曜（金曜深夜）3:00 - 5:00 |        |
| 滋賀県         | エフエム滋賀（e-radio）                     | 土曜（金曜深夜）3:00 - 5:00 |        |
| 兵庫県         | 兵庫エフエム放送（Kiss FM KOBE）            | 土曜（金曜深夜）3:00 - 5:00 |        |
| 島根県・鳥取県 | エフエム山陰（V-air）                       | 土曜（金曜深夜）3:00 - 5:00 |        |
| 岡山県         | エフエム岡山（FM OKAYAMA）                  | 土曜（金曜深夜）3:00 - 5:00 |        |
| 広島県         | 広島エフエム放送（HFM）                     | 土曜（金曜深夜）3:00 - 5:00 |        |
| 山口県         | エフエム山口（FMY）                         | 土曜（金曜深夜）3:00 - 5:00 |        |
| 香川県         | エフエム香川（FM香川）                      | 土曜（金曜深夜）3:00 - 5:00 |        |
| 愛媛県         | エフエム愛媛（FM愛媛）                      | 土曜（金曜深夜）3:00 - 5:00 | [ 11 ] |
| 高知県         | エフエム高知（Hi-Six）                      | 土曜（金曜深夜）3:00 - 5:00 |        |
| 徳島県         | エフエム徳島（FM TOKUSHIMA）                | 土曜（金曜深夜）3:00 - 5:00 |        |
| 佐賀県         | エフエム佐賀（FMS）                         | 土曜（金曜深夜）3:00 - 5:00 |        |
| 長崎県         | エフエム長崎（FM Nagasaki）                 | 土曜（金曜深夜）3:00 - 5:00 |        |
| 熊本県         | エフエム熊本（FMK）                         | 土曜（金曜深夜）3:00 - 5:00 |        |
| 大分県         | エフエム大分（Air-Radio FM88）              | 土曜（金曜深夜）3:00 - 5:00 |        |
| 宮崎県         | エフエム宮崎（JOY FM）                      | 土曜（金曜深夜）3:00 - 5:00 |        |
| 鹿児島県       | エフエム鹿児島（μFM）                       | 土曜（金曜深夜）3:00 - 5:00 |        |
| 沖縄県         | エフエム沖縄（FM沖縄）                      | 土曜（金曜深夜）3:00 - 5:00 |        |

過去のネット局
| 放送対象地域 | 放送局                     | 放送期間                                                          | 備考 |
| ------------ | -------------------------- | ----------------------------------------------------------------- | --- |
| 福岡県       | エフエム福岡（FM FUKUOKA） | 放送開始 - 2018年3月31日（30日深夜）                              | 自社制作番組「FM名曲コレクション」放送のため打ち切り。 |
| 東京都       | エフエム東京（TOKYO FM）   | 放送開始 - 2021年12月25日（24日深夜）、 2025年3月29日（28日深夜） | 元・製作局 『From INI』開始と自社制作番組『RADIO DRAGON -NEXT-』継続のため打ち切り。 2025年3月29日（28日深夜）の最終回は『RADIO DRAGON -NEXT-』を31日（30日深夜）に放送時間を変更した上で3年3ヶ月（3時台・4時台としては6年半）ぶりに臨時ネットされた。 |
| 大阪府       | エフエム大阪（FM大阪）     | 放送開始 - 2022年3月26日（25日深夜）                              | 2022年4月2日（1日深夜）からはこれまで金曜19:30から放送されていた『おふらじ!EX』を当該時間帯に移動。 |

### 2011年元日の放送
通常はフルネットではあるが、元日は各局別編成をすることも多い。『DX』以来の元日放送とはなったが、フルネットにはならなかった。2011年は35局ネット。
- FM沖縄 - 『おめでとう2011〜ゴールデンアワー初商い〜』放送のため、休止
- レディオキューブ FM三重 - 『ニューイヤーズパーティー2011〜夜通し三重の11（いい）ところ語ろ！〜』放送のため、休止【翌朝9:55まで】
- K-MIX - 『賀正-SHOCK』（ガショク）放送のため、休止。

### 2022年元日の放送
2022年元日の放送は以下のJFN新春特別番組のため休止した。これらはTOKYO FMが製作にもかかわっていないため、『生放送だよ!JFNオールスターズ全員集合!?2005』以来のJFNCオリジナル制作となっている。
- 『新春特別番組「アゲましておめでとう！～New Year Mix 2022～」』（1:00 - 3:00。きつね、DJ Celly）
  - AIR-G'『AIR-G'開局40周年記念特別番組～4 your Smile for your 40～』（1:00 - 5:00）放送のため、未放送。
  - FM AICHI『miscast B.D.R!!!』（1:00 - 1:30）『0時を過ぎてもシンデレラ』（1:30 - 2:00）『セロリじゃないよ、パセリだよ！！』（2:00 - 2:30）『Multiply Radio』（2:30 - 3:00）放送のため、未放送。
  - エフエム福岡『FM名曲コレクション』（1:00 - 1:55）『Check This Out!』（1:55 - 2:00）『エースとルークの魔界接近遭遇 リターンズ』（2:00 - 2:55）『POWER PLAY』（2:55 - 3:00）放送のため、未放送。
  - FM熊本『FMK New Year Special 2022』（1:00 - 5:00）放送のため、未放送
  - FM沖縄『おめでとう2022〜今年はトライしタイガー〜』（1:00 - 4:00）放送のため、未放送。
- 『新春特別番組「ボーカロイド・コレクション2022」』（3:00 - 5:00。柴那典、御丹宮くるみ、星野卓也、Fushi、青山吉能）
  - AIR-G'・FM熊本は別番組のため未ネット。
  - TOKYO FM『RADIO DRAGON -NEXT-』（3:00 - 5:00）を通常通り放送
  - FM福岡『TOMMY & YABBY Presents SPECIAL REQUEST』（3:00 - 3:55）『D U know?』（3:55 - 4:00）『World Street Chart』（4:00 - 4:55）『POWER PLAY』（4:55 - 5:00）放送のため、未放送。
  - FM沖縄『I Got Rhythm～音楽が生まれる時』（4:00 - 5:00）放送のため、未放送。
  - InterFM897『THE GOOD MIXER』 （3:00 - 5:00）放送のため、未放送。

## Pocky ラジアンサンデー
Pocky ラジアンサンデー（ポッキー・ラジアンサンデー）は、2018年4月1日からTOKYO FMとFM大阪で放送されたラジオ番組である。パーソナリティはやまだひさし。江崎グリコの一社提供（Pocky名義）。
2020年9月20日の放送にて、翌週の同年9月27日に当該番組が終了することが発表された。

### 概要
『DX』時代から行われてきた『Pocky 放課後のMUSIC ROOM』をほぼそのまま移植した形ではあるが、ネット局は東京と大阪にとどまっている。
企画として、スペシャルゲストを迎えて、10代のころ、学生時代を振り返って話を聞く、学生を応援し、参加してもらう企画、これまで同様に「学校訪問」企画を柱に行う。